# Acrobatornis fonsecai
Acrobatornis fonsecai là một loài chim trong họ Furnariidae.